# Pornthip Rojanasunand
Khunying Pornthip Rojanasunand (Porntip Rojanasunan, taj. พรทิพย์ โรจนสุนันท์, ur. 1955) – tajlandzka patolog sądowa, autorka książek i działaczka praw człowieka. Wielokrotnie publicznie zwracała uwagę na problematykę nadużyć ze strony tajlandzkiej policji. 
Pornthip jest zastępcą dyrektora Instytutu Nauk Sądowych Ministerstwa Sprawiedliwości w Bangkoku i jako pierwsza wprowadziła w Tajlandii metody dowodowe oparte na analizie DNA.
Zanim Pornthip nie skrytykowała zjawiska publicznie, autopsje domniemanych ofiar policji były przeprowadzane w instytucie podległym policji, po jej krytyce sytuacja się zmieniła.
Podczas kampanii antynarkotykowej rządu Thaksina Shinawatry na początku 2003 roku, ponad 1000 ludzi zaginęło lub zostało zabitych; Pornthip dowiodła, że wielu z tych zabójstw dopuścili się policjanci.
Pornthip Rojanasunand napisała wiele książek o swojej pracy. Często pojawia się w mediach, skupiając uwagę nie tylko bezkompromisowymi oświadczeniami o nadużyciach policji, ale też charakterystycznym wyglądem: farbuje włosy na czerwono i pomarańczowo, ekscentrycznie się ubiera i maluje, nosi też buty na platformach.
Tajska anglojęzyczna gazeta The Nation uznała Pornthip, obok Chuwita Kamolvisita i Chote Wattanacheta, za osobowość roku 2003. Została uhonorowana przez króla Bhumibola Adulyadeja tytułem Khunying (คุณหญิง).
Po trzęsieniu ziemi na Oceanie Indyjskim w 2004 roku, Pornthip przejęła kontrolę nad działaniami mającymi na celu identyfikację ofiar tsunami w regionie Phang Nga. Pornthip i jej współpracownicy byli chwaleni za włożoną pracę i oddanie, jednak 13 stycznia 2005 szef policji Nopadol Somboonsab stwierdził, że centrum identyfikacji zwłok w Phuket powinno przejąć kontrolę nad operacją, do czego doszło: operacja Phang Nga została oficjalnie zamknięta 3 lutego. Wielu komentatorów i sama Pornthip uznali tę decyzję za osobistą zemstę Nopadola.
W 2005 roku w National Geographic wyemitowano dokument zatytułowany Crime Scene Bangkok, opowiadający o pracy Pornthip, akcji w Phang Nga i jej konflikcie z policją.